# Cicerón
Marco Tulio Cicerón (Arpino, 3 de enero de 106 a. C.-Formia, 7 de diciembre de 43 a. C.) fue un político, filósofo, escritor y orador romano. Se le considera uno de los más grandes retóricos y estilistas de la prosa en latín de la República romana.
Reconocido universalmente como uno de los autores más importantes de la historia romana, es responsable de la introducción de las más célebres escuelas filosóficas helenas en la intelectualidad republicana, así como de la creación de un vocabulario filosófico en latín. Gran orador y reputado abogado, Cicerón centró —mayoritariamente— su atención en su carrera política. Hoy en día se le recuerda por sus escritos de carácter humanista, filosófico y político. Sus cartas, la mayoría enviadas a Ático, alcanzaron un enorme reconocimiento en la literatura europea por la introducción de un depurado estilo epistolar. Cornelio Nepote destacó la riqueza ornamental de estas cartas, escritas «acerca de las inclinaciones de los líderes, los vicios de los comandantes y las revoluciones estatales», que transportaban al lector a esa época.
Cicerón también fue filósofo y escribió sobre una vasta obra para el público latino. Aunque tuvo profesores de cada una de las escuelas filosóficas de su tiempo (platonismo, peripatetismo, estoicismo, epicureísmo y escepticismo), pasó su vida profesando su apego a la Academia de Atenas. La filosofía de Cicerón es una de las mayores representaciones del eclecticismo y del desarrollo del derecho natural.
Constituido en uno de los máximos defensores del sistema republicano tradicional, combatió la dictadura de Julio César haciendo uso de todos sus recursos. No obstante, durante su carrera no dudó en cambiar de postura dependiendo del clima político. Esta indecisión es fruto de su carácter sensible e impresionable. Intemperante, era propenso a reaccionar de manera excesiva ante los cambios. El escritor Asinio Polión escribió de él:

¡Ojalá hubiera sido capaz de soportar la prosperidad con mayor autocontrol y la adversidad con mayor energía!

Tras la muerte de César, Cicerón se convirtió en enemigo de Marco Antonio en la lucha por el poder que siguió, atacándolo en una serie de discursos. Fue proscrito como enemigo del estado por el Segundo Triunvirato y consecuentemente ejecutado por soldados que operaban en su nombre en el 43 a. C. después de haber sido interceptado durante un intento de huida de la península italiana.
Al redescubrimiento por Petrarca de las cartas de Cicerón a menudo se le atribuye el inicio del Renacimiento y humanismo del Quattrocento (siglo XIV). La cima de la autoridad y el prestigio de Cicerón se produjo durante la Ilustración del siglo XVIII, y su impacto en los principales pensadores y teóricos políticos de la Ilustración como John Locke, David Hume, Montesquieu y Edmund Burke fue sustancial. Sus obras se encuentran entre las más influyentes de la cultura europea, y todavía hoy constituyen uno de los cuerpos más importantes de material de primera mano de la historia romana, especialmente los últimos días de la República Romana.

## Biografía

### Formación

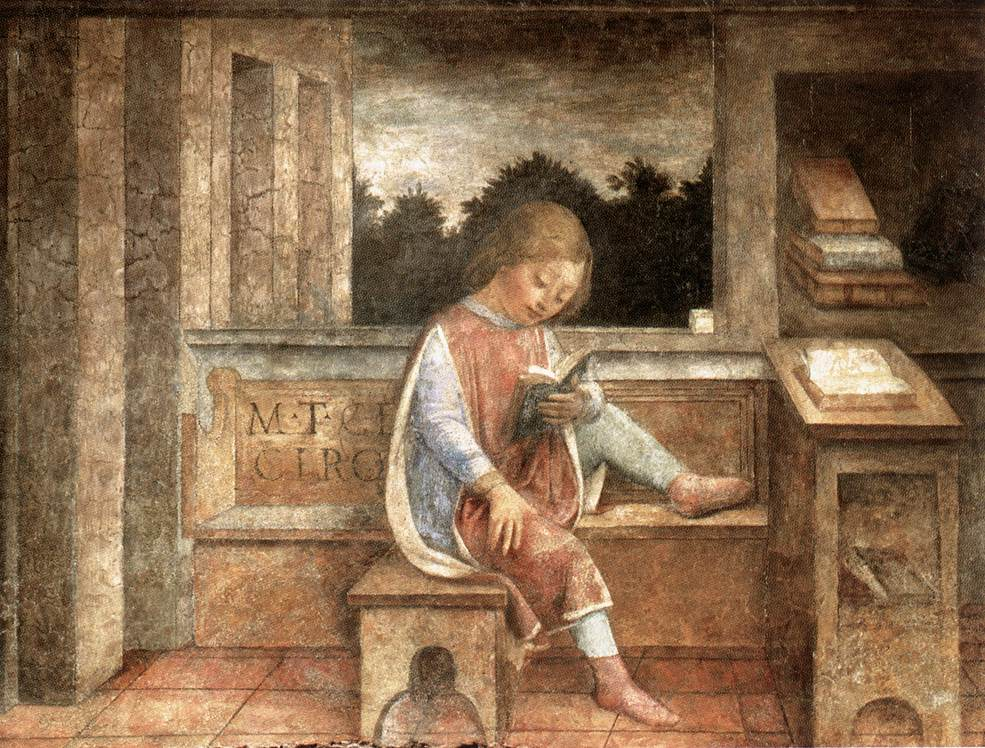
El joven Cicerón leyendo. Fresco por Vincenzo Foppa. 1464. Brescia.

Cicerón nació el 3 de enero de 106 a. C. en Arpinum (Arpino), un municipio localizado a ciento diez kilómetros de la capital, en el seno de una familia plebeya elevada al ordo equester, electoralmente perteneciente a la tribu Cornelia. El padre del orador era un caballero cuya delicada salud imposibilitaba la realización de cualquier aspiración política, a causa de lo cual decidió permanecer en el campo, donde se dedicó a la literatura. De su madre conocemos el nombre, Helvia, la certeza de su pertenencia a una gens notable que contaba con dos pretores y su temprana muerte; en una carta a su hermano Quinto, Cicerón la describe como la clásica matrona romana. El origen de su cognomen', Cicerón —de cicer, esto es, «garbanzo»—, no es claro; según Plutarco, provenía de un ancestro suyo cuya nariz tenía esa forma, pero también pudiera ser que la familia comerciara de antiguo con estas legumbres.
Cuando era niño lo enviaron a Roma para estudiar Derecho con los más importantes letrados del momento, como Escévola —entre cuyos alumnos se encontraban Cayo Mario, Sulpicio y Ático— o Lucio Licinio Craso. Gracias a este último entró en contacto con Arquias (Aulus Licinius Archias), un poeta de Antioquía del que aprendió lo esencial de la literatura helena y adquirió el placer de la poesía. Quizá haya escrito su primera poesía a los catorce años en 92 a. C. Pontius Glaucus, lo que al parecer da verosimilitud a las palabras de Plutarco que le consideraba un alumno sobresaliente y precoz.
Asimismo, maestros como Filón de Larisa o Diodoto le brindaron una sólida formación filosófica. Como todos los ciudadanos romanos, a los diecisiete años comenzó el servicio militar bajo las órdenes de Pompeyo Estrabón —padre de Pompeyo— durante la guerra Social de 91-88 a. C. Cuando terminó el conflicto, en 81 a. C., retomó los estudios.
A los veintisiete años contrajo matrimonio con Terencia, con quien tuvo dos hijos: Tulia, —nacida en 79 a. C. y que será esposa de Cornelio Dolabela en su tercer y último matrimonio— y Marco, nacido en 65 a. C.
Haría su estreno como letrado ese mismo año con el Pro Quinctio, sobre un problema sucesorio. En 79 a. C. pronunció el Pro Roscio Amerino, en el que había un ataque implícito al dictador Sila. La increíble actuación del orador, que posibilitó que Roscio resultara libre, le llevó a determinar que lo más prudente era mantenerse apartado de la ira de Sila durante un tiempo, por lo que marchó a Grecia entre 79 y 77 a. C.
El primer año recibió las enseñanzas de Antíoco de Ascalón —académico ecléctico y sucesor de Filón de Larisa, muy marcado por la doctrina aristotélica y estoica—, Zenón y Fedro —epicúreos— en Atenas; y entre 78 y 77 a. C del estoico Posidonio de Apamea y del retórico Apolonio Molón en Rodas. En Atenas participó en los misterios eleusinos y trabó amistad con Ático, con quien mantendrá el contacto por correspondencia durante el resto de su vida.
Por los muchos maestros que tuvo Cicerón, aplicó distintas concepciones en la resolución de problemas éticos. Sus planteamientos relativos a la moral eran cercanos al estoicismo, mientras que en gnoseología defendía un escepticismo moderado; todo ello desembocará en el eclecticismo presente en su obra, en el que sintetizará la tradición clásica que reescribirá en latín.
Finalizado el periodo de formación retórica y filosófica retornó a la capital en 77 a. C.

### Comienzos de su carrera política
Empezó su carrera política en 75 a. C., cuando alcanzó el cuestorado —primer paso del cursus honorum— en Lilibea (Sicilia). No obstante en 70 a. C. es cuando comienza a ser reconocido a raíz del proceso contra Verres; Cicerón representó a los sicilianos que acusaron a este, exadministrador de la provincia, de estar implicado en múltiples casos de corrupción y en el robo de obras de arte. El discurso de Cicerón resultó tan contundente que Verres, aunque estaba representado por el más célebre orador de la época —Hortensio— se exilió voluntariamente en Massilia (Marsella) inmediatamente después de esta primera intervención —la llamada actio prima—.
En 69 a. C. obtuvo la edilidad y en 66 a. C. la pretura. Ese mismo año defendió el proyecto de ley del tribuno de la plebe Manilio, que proponía conceder a Pompeyo el mando de la lucha contra Mitrídates; el discurso que pronunció —De Lege Manilia— le distanció de los conservadores (optimates) que se opusieron al proyecto. En ese momento Cicerón decidió liderar una «tercera vía», la de los «hombres buenos» —boni viri— entre el conservadurismo de los optimates y el «reformismo» radical de los populares; como consecuencia, la aparición en escena de populares como César o Catilina le llevó a acercarse nuevamente a los conservadores.

### El año 63a.C.
Cuando más próximo estaba a los optimates obtuvo el consulado imponiéndose en las elecciones a Catilina (63 a. C.) con la ayuda de su hermano Quinto. Con ello se convertía en el primer cónsul homo novus en treinta años, lo que irritó a ciertos aristócratas:

... porque hasta entonces lo más de la nobleza no le podía ni oír nombrar; y juzgaba que sería como degradar el consulado, si un hombre de su esfera, aunque tan insigne, llegase a conseguirle.

Como cónsul se opuso a un proyecto del tribuno radical Rulo, en virtud del cual debía constituirse una comisión de diez miembros con amplios poderes que sería responsable de dividir el ager publicus. Obtuvo la neutralidad del otro cónsul —Híbrida— muy vinculado con Catilina, al prometerle el procónsulado de la provincia de Macedonia para el próximo año. Su discurso De lege agraria contra Rullum supuso el rechazo de la proposición.

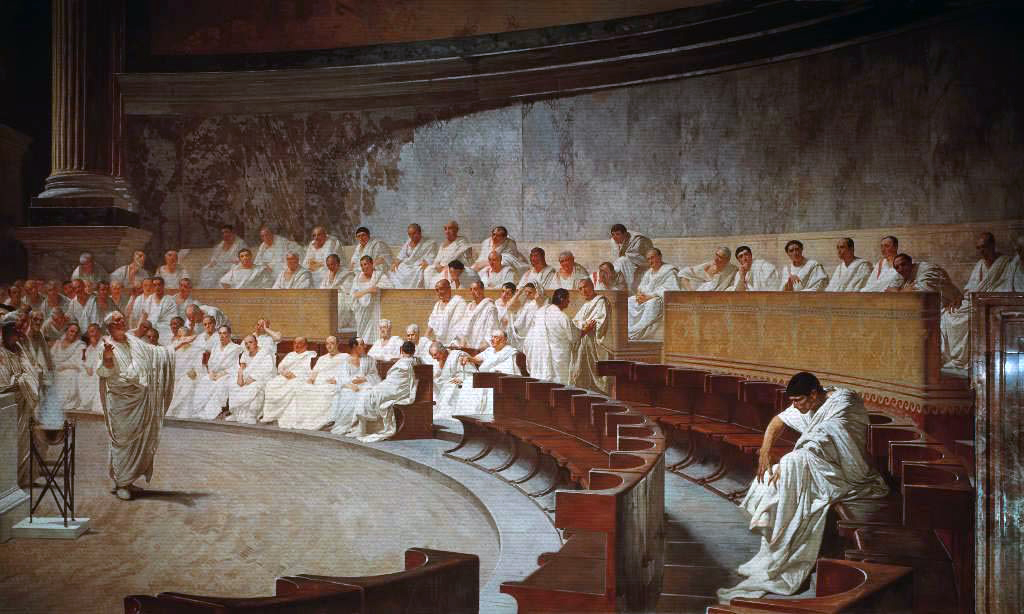
Ciceron denuncia a Catilina, obra de Cesare Maccari (1840-1919) «ninguno de los senadores quiso tomar asiento con él, sino que se mudaron de aquel escaño»

Catilina, derrotado nuevamente en las elecciones consulares de octubre de 63 a. C., decidió encabezar un golpe de Estado del que Cicerón sería informado. El 8 de noviembre denunció a Catilina en el Senado; iniciaría su discurso - la primera Catilinaria - diciendo:

Quousque tandem abutere, Catilina, patientia nostra? [¿Hasta cuándo, Catilina, abusarás de nuestra paciencia?]

Ese mismo discurso contuvo una conocida sentencia del orador, célebre incluso en nuestros días:

O tempora, o mores! [¡Oh tiempos, oh costumbres!].

Consciente de que era cuestión de tiempo que le detuvieran, Catilina optó por marcharse a Etruria y encabezar desde allí a los insurrectos; en la capital quedaron numerosos cómplices del rebelde, a los que encomendó llevar a cabo el levantamiento en la ciudad.
El 9 de noviembre Cicerón publicó una nueva Catilinaria y declaró que no tomarían represalias contra los sediciosos que se entregaran en el acto. Ese mismo día los senadores aprobaron el senatus consultum de re publica defendenda, decreto adoptado en los tiempos de crisis que autorizaba a los líderes del Estado a reclutar tropas, combatir, contar con los recursos necesarios, y convertirse en la máxima autoridad civil y militar.
La crisis se acentuó cuando Sulpicio y Catón acusaron a Licinio Murena —cónsul electo para 62 a. C.— de comprar votos. Era inviable cancelar el resultado de las elecciones y llevar a cabo otra nuevas, por lo que Cicerón decidió actuar como letrado de Murena —Pro Murena— durante el proceso, en el que ironizó acerca del inflexible estoicismo de Catón en situaciones extremas:

Si todas las faltas son iguales, todo delito es un crimen; estrangular a un padre no es más que ser culpable de la muerte de una gallina...

Los conspiradores aprovecharon el proceso para comenzar el reclutamiento de hombres. Contactaron con los alóbroges con la promesa de concederles beneficios fiscales si iniciaban una revuelta en la Galia Narbonense, pero estos decidieron alertar a los senadores. Cicerón les ordenó que solicitaran a los traidores una copia escrita con las reformas a las que se comprometían, a lo que estos accedieron. Con estas pruebas tan evidentes el cónsul denunció públicamente a los cinco conspiradores, entre los que se encontraba el excónsul y pretor Léntulo Sura.
En uno de los debates los senadores —inspirados por la cuarta catilinaria— ordenaron la muerte de los rebeldes, privándoles del derecho a un proceso. César propuso la cadena perpetua, pero la opinión de Cicerón, al que apoyó Catón, prevaleció. Catilina moriría poco después en Pistoia.
En adelante Cicerón quiso ser reconocido como el salvador del Estado —Catón le llamó pater patriae («padre de la patria»)— e intentó que los romanos no olvidaran nunca el modo en que actuó durante su consulado.

### Crisis

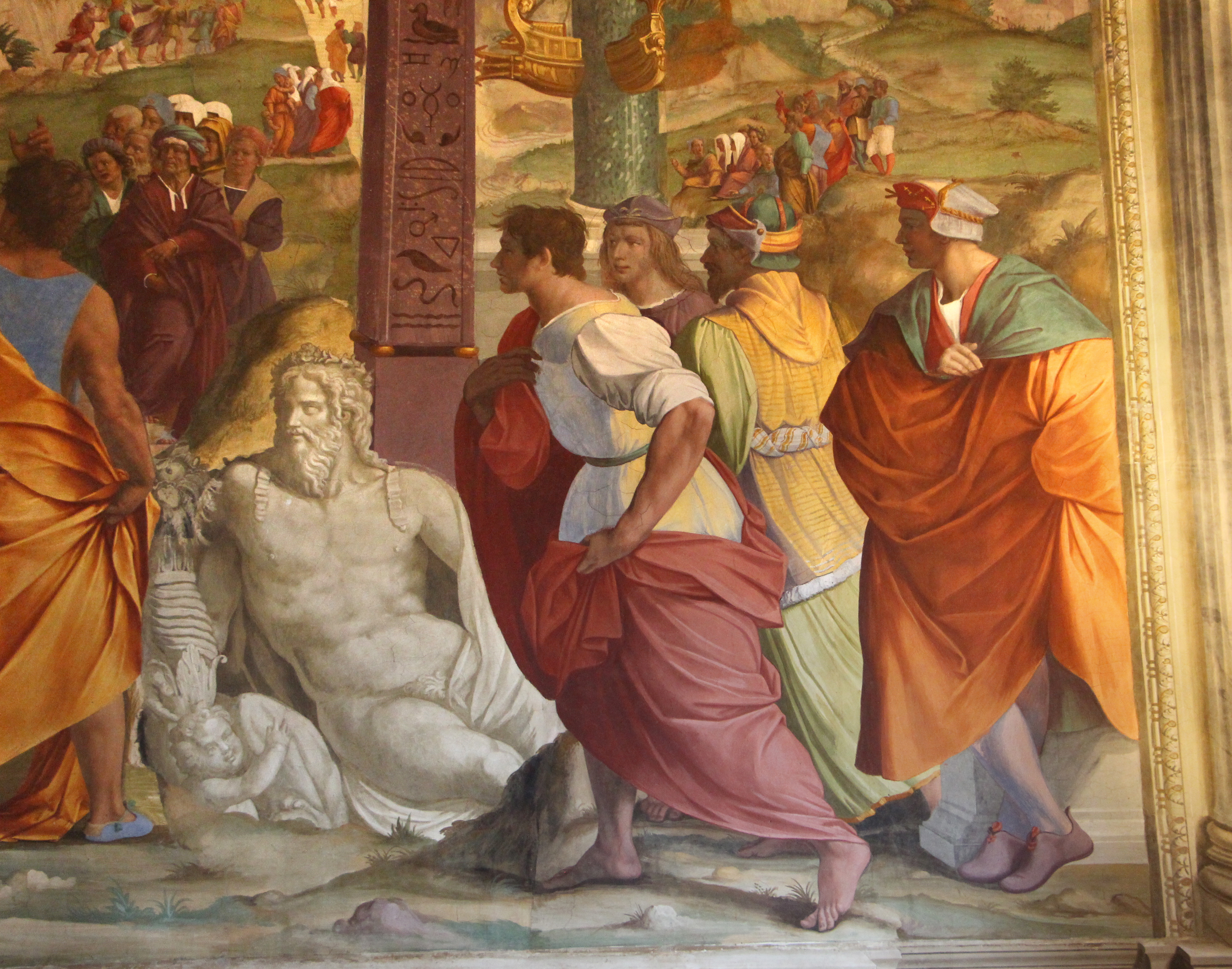
Regreso de Cicerón del exilio por Franciabigio (c. 1519-21)

En 62 a. C., muerto ya Catilina, decidió retirarse momentáneamente de la política, dominada entonces por radicales ambiciosos; este paréntesis concluyó en 60 a. C., cuando declaró su oposición al triunvirato que constituyeron César, Pompeyo y Craso. En 59 a. C., año del consulado de César y Bíbulo, este intentó neutralizar al orador nombrándole comisario responsable del reparto de las tierras de Campania entre los veteranos que combatieron contra Mitrídates. No obstante, Cicerón consideró que lo más prudente era rechazar el puesto.
En marzo de 58 a. C. sus adversarios políticos encabezados por Pisón y Clodio —con el que se enemistó durante el escándalo de la Bona Dea (62 a. C.)— le acusaron de asesinar ciudadanos romanos ilícitamente durante su consulado y coaccionaron a los senadores para que decretaran su exilio en Dirraquio (Durazzo). Lucio Ninnio Cuadrato, tribuno de la plebe aquel año, se opuso al destierro; a primeros de junio presentó una moción para el retorno del arpinate. El 25 de enero de 57 a. C. ocho tribunos de la plebe encabezados por Quinto Fabricio propusieron una ley para su vuelta que fue obstaculizada por Clodio. Sin embargo, ese mismo año otros tribunos de la plebe (entre los que se encontraba Quinto Numerio Rufo) se opusieron a su retorno.
En el 5 de agosto del año 57 a. C. Cicerón regresó a Italia gracias al apoyo de Milón e inmediatamente reanudó su actividad como letrado en los procesos contra Publio Sestio —Pro Sestio— y Celio —Pro Caelio— implicados en los disturbios provocados por las bandas de Clodio y Milón. Cicerón se obstinó en reconstruir su casa —e incluso los senadores le indemnizaron con dos millones de sestercios— pero recuperar los terrenos iba a resultar problemático después de que Clodio erigiera un templo allí; cuando presionó para que se eliminara el carácter sacrosanto del edificio, Clodio —que en ese momento era edil— le acusó de sacrilegio ante los ciudadanos y ordenó a sus hombres que impidieran el desarrollo de las obras e incendiaran la vivienda de su hermano. Finalmente Pompeyo decidió intervenir para restablecer el orden.
Cicerón correspondió el auxilio de los triunviros con un discurso en el que apoyaba la ampliación de cinco años del proconsulado de César en la Galia que propuso Trebonio: la Lex Trebonia.

Busto de Pompeyo el Grande en el Museo Arqueológico Nacional de Venecia.

La lucha política se trasladó a la calle, donde simpatizantes de uno y otro lado —optimates y populares— provocaron violentos disturbios que empañaron el desempeño ordinario de las elecciones.
En 52 a. C. Clodio murió asesinado en uno de estos altercados; Cicerón aceptó el caso como letrado de Milón, acusado de ordenar la muerte de su adversario. No obstante, el clima político era tan tenso que no pudo desempeñarse correctamente durante el proceso y perdió. Milón evitó la condena autoexiliándose en Massilia. Cicerón publicará años más tarde el Pro Milone, uno de los discursos más célebres del orador.

### Proconsulado en Cilicia
En 53 a. C. el Senado impuso un intervalo de un lustro entre el ejercicio de una magistratura y el de la promagistratura provincial correspondiente para evitar que los políticos recuperaran el dinero que invertían en las campañas electorales expoliando el territorio. Debido a la carencia de líderes en 51 a. C. los senadores decidieron enviar a administrar las provincias a excónsules que habían renunciado a ellas en el pasado. Cicerón, que rechazó su procónsulado en Macedonia, marchó a Cilicia —una pequeña provincia romana localizada en Asia Menor— donde se desempeñó sin entusiasmo pero con rectitud. En esta época Cilicia ocupaba el territorio correspondiente a Licia, Panfilia, Pisidia, Licaonia y la recién anexionada Chipre.
Levert escribe que Cicerón aprovechó la ocasión para poner en práctica su ideal de cómo administrar una provincia, basado en la paz y la equidad, esencialmente tributaria: visitó a los líderes de las poblaciones de todo el territorio, suprimió los impuestos abusivos, moderó la tasa de interés usuraria y entabló relaciones diplomáticas amistosas con Deiotaro I de Galacia —rey de Galacia— y Ariobarzanes de Capadocia. Asimismo, tuvo que aplastar una revuelta en el Monte Amanos, próximo a Siria, donde Antioquía estaba amenazada por las incursiones de los partos; para ello reclutó numerosas tropas y nombró legatus a su hermano, veterano de la guerra de las Galias. Tras dos meses de sitio tomó la ciudad de Pindenissus, centro de la insurrección, con lo que precipitó la capitulación de los sediciosos. Terminado el combate, los soldados aclamaron al orador como imperator, por lo que este podía reclamar la celebración de un triunfo.
Durante el gobierno, tuvo desavenencias con su cuestor Lucio Mescinio Rufo.

### Guerra civil y actitud frente a César

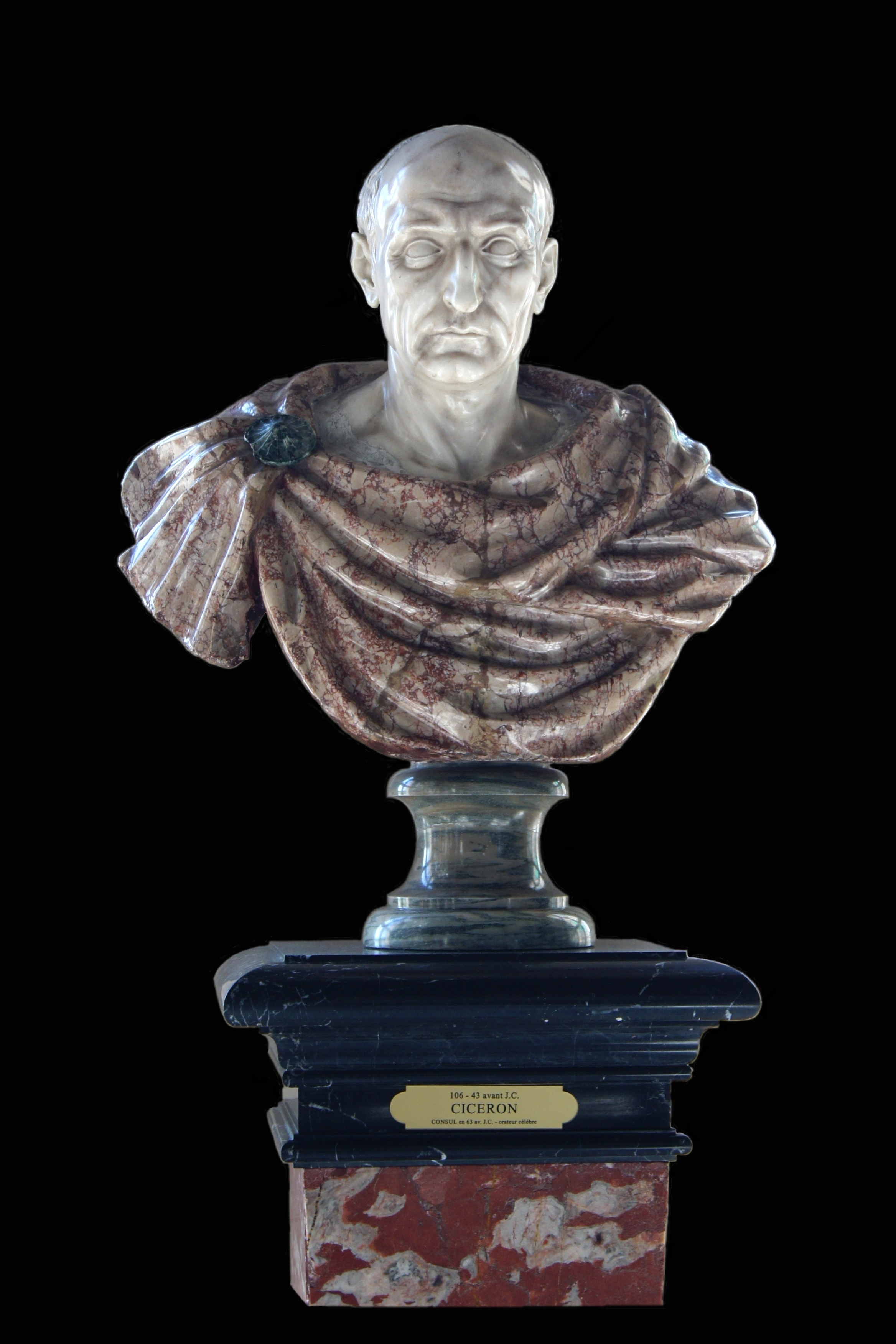
Busto de Cicerón en el Palacio de Vaux-le-Vicomte, Maincy.

En 50 a. C., a su vuelta a la capital, una grave crisis política enfrentaba a César y a los conservadores liderados por Pompeyo. Cicerón se alineó con el picentino intentando sin éxito no distanciarse en exceso de César.
Cuando César comenzó la invasión de Italia (49 a. C.) Cicerón huyó de Roma como la mayoría de los senadores, escondiéndose en una de sus mansiones campestres. Su correspondencia con Ático expresa el desconcierto y las dudas que le atormentaron. Consideró el estallido del conflicto un desastre, independientemente de quien saliera vencedor.
César, que pretendía reunir a los senadores moderados, le escribió y le visitó en su villa, pidiéndole que volviera a la capital en calidad de mediador. Cicerón rechazó la propuesta declarándose leal partidario de Pompeyo, con el que acabó reuniéndose en Epiro.
Plutarco escribe que Catón le recomendó permanecer en Italia, donde sería más útil para la República; el orador, consciente de que estas palabras evidenciaban su escasa importancia, decidió no intervenir directamente en los combates, y, después de Farsalia (48 a. C.), volvió a la capital y se reconcilió con César. En una carta a Varrón escrita el 20 de abril de 46 a. C. explica su papel durante la dictadura:

Si nadie se sirve de nosotros, escribiremos y leeremos sobre la constitución del Estado, y si no pudiéramos en la Curia y el Foro trataremos de servir a la patria con nuestros escritos y en nuestros libros.

Cicerón se recluyó en su residencia de Tusculum, donde se dedicó a escribir prosa y poesía, y a traducir las obras de los sabios helenos. En 46 a. C. se divorció de Terencia, para poco después contraer matrimonio con Publilia. La muerte por sobreparto de su hija mayor, Tulia (en febrero de 45 a. C.), a la que estaba muy unido, le causó una enorme pena, que plasmó en varias epístolas, y en la parte de las Quaestiones Tusculanae que trata sobre el dolor del alma. Se divorció de nuevo al ver que Publilia recibía con regocijo la noticia del fallecimiento de la hijastra.
Su relación con César se tornó cada vez más distante. El dictador no era el modelo de líder ilustrado del que Cicerón escribe en De Republica, pero tampoco el cruel tirano que temía el orador; independientemente, ahora era el dueño absoluto de la República y nada parecía poder hacerse. Cicerón advirtió que la desintegración de la República llevaría a un ciclo de gobernantes destructivos. Sin el equilibrio de una constitución mixta el gobierno daría bandazos como "una pelota".
Dedicó un panegírico a Catón, al que llama «el último republicano», con lo que intentó desmarcarse políticamente de la administración. César le respondió mediante la publicación del Anticatón, una colección de acusaciones al pretor. Cicerón alabó la calidad literaria del escrito concluyendo un «duelo entre iguales» en palabras del orador.
En diciembre de 45 a. C. César y su séquito cenaron en la villa que Cicerón tenía en Pozzuoli. Para consuelo del orador, César quería una reunión distendida con una conversación culta e interesante en la que únicamente se tocaron temas literarios.

### Oposición a Marco Antonio y ejecución

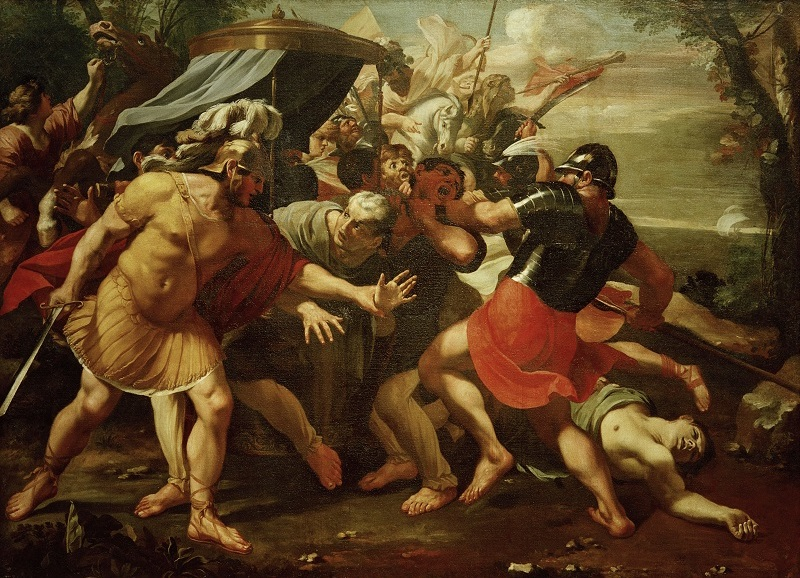
La muerte de Cicerón por François Perrier (1635).

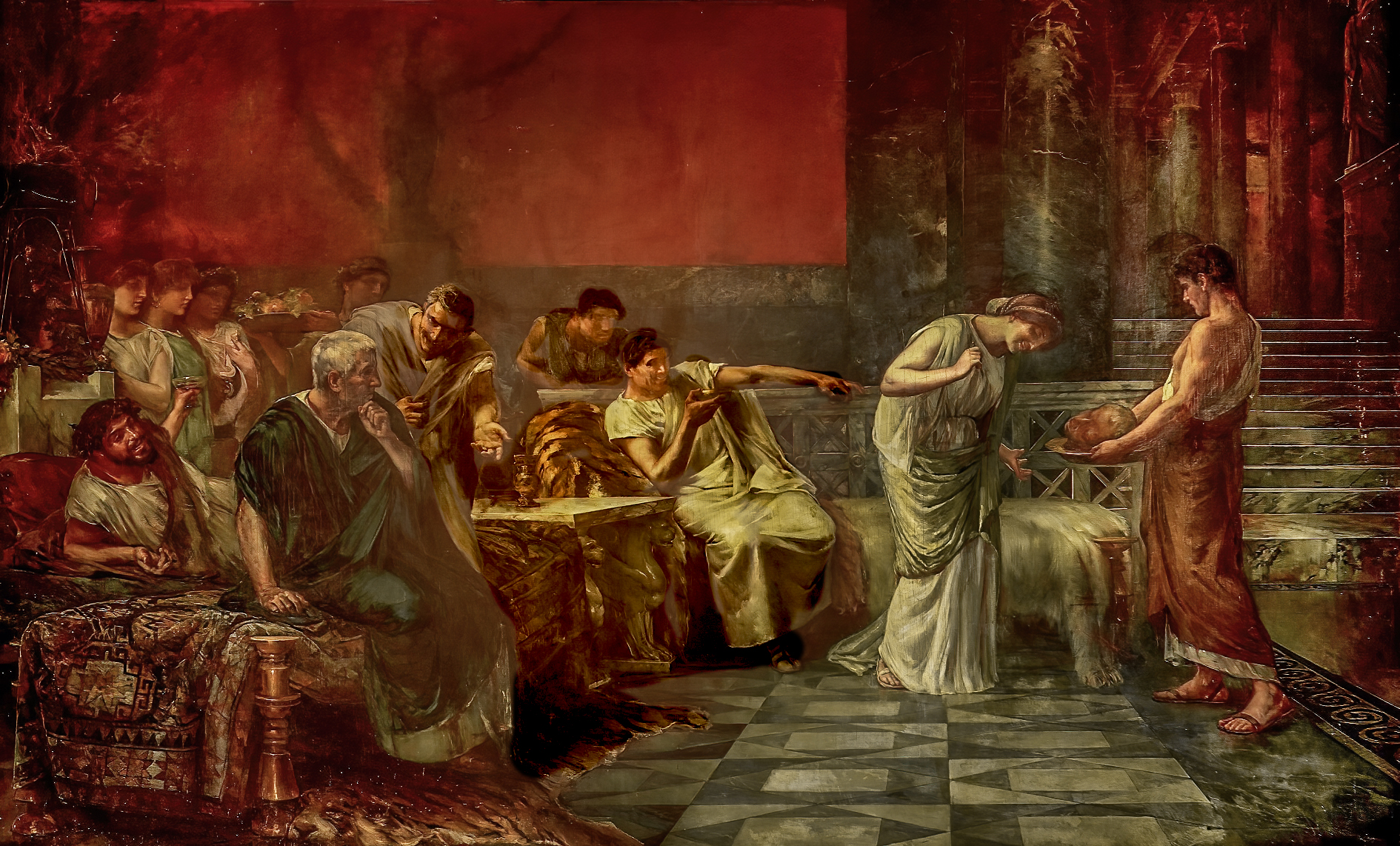
Fulvia y Marco Antonio con la cabeza cercenada de Cicerón por Francisco Maura y Montaner (1888).

El 15 de marzo del año siguiente acaeció el asesinato de César, en el que no intervendría Cicerón; aunque era conocida su oposición al dictator, los tiranicidas decidieron no contar con él a causa de su conocida cautela. Fallecido César, estalló una enorme crisis política en la que Cicerón lideró a un Senado que propuso amnistiar a los conspiradores para disminuir la tensión hasta que Antonio, cónsul y responsable del testamento del dictador, tomó de nuevo el poder.
En abril, cuando el heredero de César —Octavio— retornó a Italia, Cicerón intentó sin éxito usarlo contra Antonio. Cinco meses después publicó varios discursos, las catorce Philippicae o Filípicas en los que atacaba violentamente al cónsul. Cicerón describe su posición en una carta a Casio, escrita ese mismo mes.
No obstante, la situación política no era la misma que en 63 a. C., y sus Filípicas no tendrían el mismo resultado que sus Catilinarias. El Senado, diezmado a causa de las luchas civiles y constituido por numerosos antonianos, rechazó declarar enemigo público al cónsul. Un año después, Octavio y Antonio se reconciliaron en Módena y constituyeron un nuevo triunvirato —que recibió plenos poderes— con Lépido.
Los triunviros no tardaron en acabar con sus adversarios políticos. Octavio abandonó a su aliado y permitió que Antonio proscribiera a Cicerón. El 7 de diciembre de 43 a. C. el cónsul ordenó su asesinato, así como que su cabeza y sus manos se expusieran en los rostra del Foro, tal como había sido la costumbre en tiempos de Sila y Mario, aunque él fue el único de los proscritos en recibir tal destino. Cicerón no opuso resistencia a su ejecución, y, ofreciendo la cabeza, se limitó a pedir que se lo matara con corrección. También serían eliminados su hermano, Quinto, y su sobrino; solo sobrevivió su hijo Marco Tulio.
Sobre la muerte de Cicerón y lo que hizo Fulvia, esposa de Marco Antonio, cuenta Dion Casio:

«Y cuando les enviaron la cabeza de Cicerón (pues cuando huía fue apresado y degollado), Antonio, después de dirigirle muchos y desagradables improperios, ordenó que la colocaran en un lugar destacado, más visible que las demás, en la tribuna de oradores, allí desde donde había pronunciado tantas soflamas contra él, y allí se podía ver junto con su mano derecha, que le había sido amputada, y Fulvia cogió la cabeza con las manos, antes de que se la llevaran, y, enfurecida con ella y escupiéndole, la colocó sobre las rodillas y abriéndole la boca le arrancó la lengua y la atravesó con los pasadores que utilizaba para el pelo, al tiempo que se mofaba con muchas y crueles infamias».

Al final de su decimocuarta Filípica, Cicerón había avistado la posibilidad cada vez más cierta de ser asesinado por los antirrepublicanos. Y quiso dejar constancia de las dos cosas que habían movido toda su trayectoria política:

Un par de cosas solo ansío: la primera, dejar libre, a mi muerte, al pueblo romano; este será el mayor favor que puedan concederme los dioses inmortales; la segunda, que a cada cual le suceda lo que merezca según el bien o el mal que haya hecho a la república / Duo modo haec opto, unum ut moriens populum Romanum liberum relinquam (hoc mihi maius ad dis immortalibus dari nihil potest), alterum, ut ita cuique eveniat, ut de re publica quisque mereatur. (M. T. Cicerón, Philippicae, II, 119).

## Oratoria

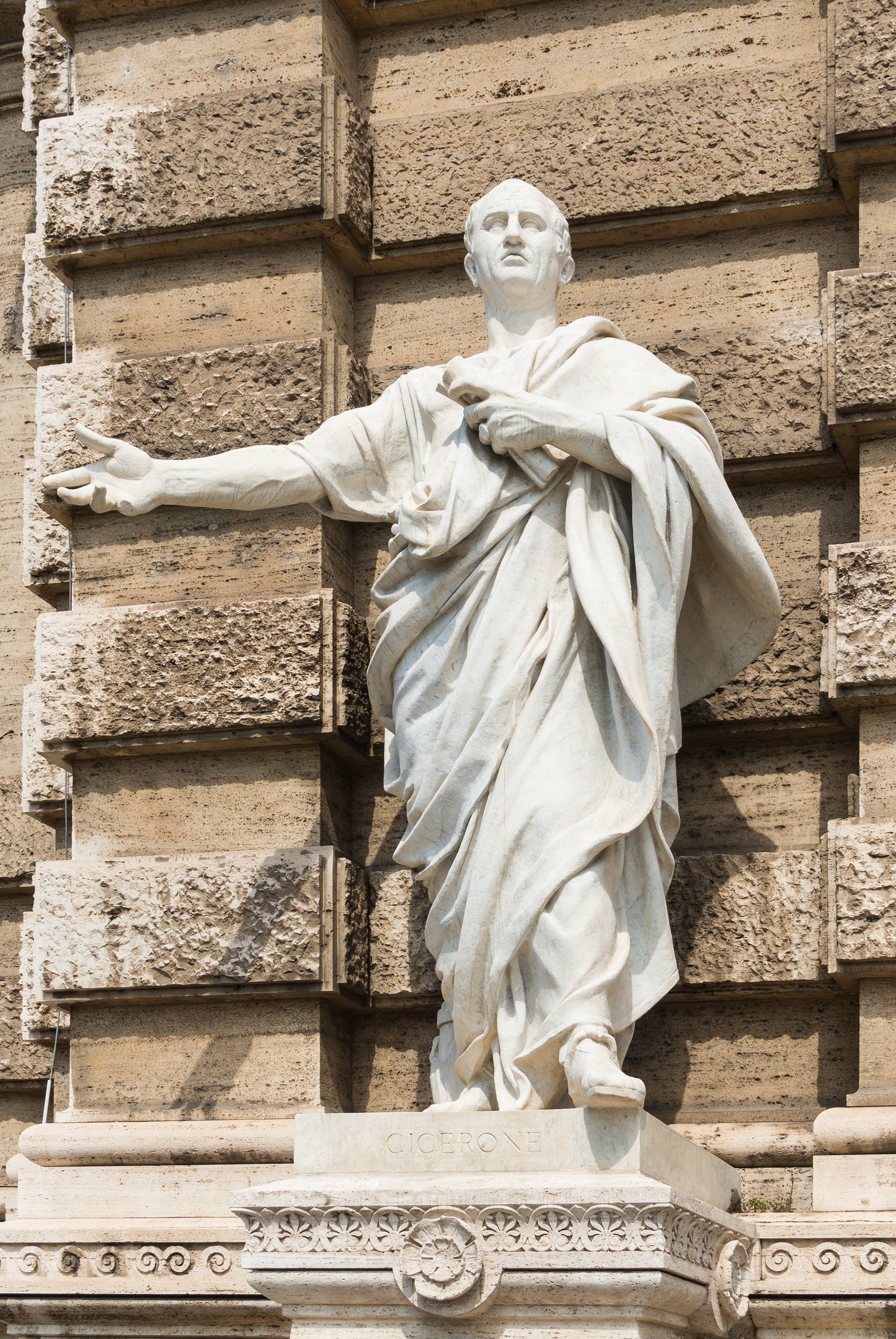
Estatua de Cicerón en el Palacio de justicia de Roma, Italia.

La notoriedad como orador de Cicerón en vida aumentaría tras su muerte. Pierre Grimal considera que no hubo nadie más capaz de elaborar una teoría romana de la elocuencia, descrita como vehículo de expresión e instrumento político.
El tusculano trata el tema en muchas de sus obras, tanto didácticas como teóricas, e incluso históricas - Bruto; en el que traza una breve historia de los oradores romanos más célebres hasta César, del que destaca la calidad de su expresión.

## Filosofía
Cicerón también fue filósofo y escribió sobre una vasta obra para el público latino. Aunque tuvo profesores de cada una de las escuelas filosóficas de su tiempo (platonismo, peripatetismo, estoicismo, epicureísmo y escepticismo), pasó su vida profesando su apego a la Academia de Atenas. En su juventud siguió las lecciones del peripatético Filón de Larisa, de los estoicos Diodoto y Posidonio, y del académico Antíoco. Fue además discípulo de los epicúreos Zenón de Sidón y Fedro. Pese haber sido entre los más prominentes críticos hacia el epicureísmo, según San Jerónimo, Cicerón editó el poema De rerum natura del epicúreo Lucrecio.
La filosofía de Cicerón en su conjunto es una de las mayores representaciones del eclecticismo de Antíoco, escuela filosófica que se caracteriza por no sujetarse a paradigmas ni axiomas determinados, asimilando teorías del estoicismo, escepticismo y peripatetismo. No obstante, la filosofía de Cicerón estuvo marcada por muchos temas, entre ellos la distinción entre ley civil y ley natural. Cicerón también se caracteriza por crear la terminología filosófica latina y elaborar la filosofía política del derecho natural. Fue además de gran influencia para filósofos como Agustín de Hipona.

### Llegada de la filosofía griega a Roma
El gusto por la especulación filosófica sobre ellos mismos era algo extraño para los romanos. Roma empezó a acoger las ideas filosóficas griegas a principios del siglo II a. C. con una cierta desconfianza, encarnada por el anti-helenismo de Catón el Viejo, mientras que aristócratas, como los Escipiones, expresaron su interés hacia ella.
Una de las primeras corrientes filosóficas en llegar a Roma fue el epicureísmo, escuela cuyas doctrinas muy pronto chocaron con las viejas costumbres romanas. Y es que los senadores no querían que la gente, y en especial los jóvenes, dedicasen su tiempo a estudios que absorbieran toda actividad intelectual, buscasen únicamente el ocio y produjesen indiferencia hacia las cosas de la vida real. Así, en el 173 a. C., dos filósofos epicúreos, Alcio y Filisco, son expulsados de Roma, sospechosos de pervertir a los jóvenes con una doctrina basada fundamentalmente en la búsqueda y obtención del placer, y en el 161 a. C., los pretores son autorizados a expulsar de la ciudad a filósofos y retóricos epicúreos. Los tres diputados escolarcas atenienses del Senado, nombrados en el 155 a. C., fueron Carneades, Diógenes de Babilonia y Critolao, ninguno de ellos epicúreo.
El estoicismo, por el contrario, pronto caló en Roma, con Panecio de Rodas a su cabeza, protegido de Escipión Emiliano, el cual ejerció una profunda influencia en los miembros de su círculo (Lelio, Furio, Aelius Stilo y los jurisconsultos Quinto Elio Tuberón y Mucio Escévola). Otras doctrinas no tardaron en presentarse también a Roma y tener discípulos allí. Al final de la siglo II a. C. aparecieron las primeras obras filosóficas escritas en lengua latina bajo la pluma del filósofo epicúreo Amafinio. El éxito de estos libros es tal que el epicureísmo se extendió rápidamente. Después de la captura de Atenas por Sila en el 87 a. C., los escritos de Aristóteles son llevados a Roma; Lúculo reunió una gran biblioteca, donde se depositan obras de la filosofía griega. Al mismo tiempo, los romanos ven llegar a su ciudad a los representantes de las principales escuelas de Grecia. Según la opinión común de los contemporáneos de Cicerón, los estoicos, los académicos y los peripatéticos expresan las mismas cosas con diferentes palabras.Todos apoyan el espíritu cívico de la tradición romana y se oponen en su conjunto al epicureísmo, que aboga por el placer, la retirada a la vida privada, en el círculo restringido de amigos.
La filosofía tendió un puente entre la filosofía griega y la romana. Sin contar a Lucrecio y su poema De rerum natura, Cicerón se presenta como uno de los primeros autores romanos que escribe obras de filosofía en latín. La expresión "Cicerón traductor de los griegos" muestra su éxito a través de los términos filosóficos que inventó en latín a partir de las palabras griegas y que conoció una gran fortuna en Occidente. Es él quien desarrolla un vocabulario específico para explicar la filosofía griega.

### Filosofía lógica: la determinación de lo verdadero
En la filosofía antigua, la lógica, relacionada con la razón y la argumentación, es la forma de distinguir lo verdadero de lo falso, reconocer la coherencia y lo contradictorio. Por lo tanto, es el instrumento que subyace a las teorías construidas en los otros dos dominios filosóficos, la física y la moral. De hecho, cada acción reflexiva requiere distinguir entre lo que se debe hacer y lo que no se debe hacer, y por lo tanto, buscar certezas en las que basar la elección.
Cicerón, por lo tanto, comienza haciendo un balance de las reflexiones sobre esta búsqueda de la verdad, certeza u opinión en su Cuestiones académicas. La escritura es laboriosa, una primera versión realizada en la primavera del 45 a. C. en dos libros es seguido rápidamente por un segundo en cuatro libros. Estas ediciones han llegado a nuestro tiempo solo muy parcialmente, se pierden más de las tres cuartas partes del trabajo. La cuestión es establecer qué puede comprender el ser humano como verdadero por medio de sus percepciones y su razón. Cicerón presenta las diversas posiciones apoyadas por los sucesores de Platón, incluidas las de Arcesilao, que refuta las conclusiones de los estoicos sobre la posibilidad de certezas, Carnéades, que introduce la noción de probabilismo, Filón de Larisa, que atenúa el escepticismo de Arcesilao y Antíoco de Ascalón que quiere reconciliar las posiciones de uno y el otros. Sin embargo, Cicerón se niega a alinearse con la doctrina de una escuela en particular y rechaza las conclusiones demasiado dogmáticas: dado que, en su opinión, la verdad absoluta está fuera de alcance, cada tesis tiene su cuota de probabilidad, más o menos, su método es unirlos, oponerse a ellos o hacer que se apoyen mutuamente.

### Filosofía moral: cómo vivir bien
Después de examinar el problema de la búsqueda de la verdad, Cicerón continúa con la cuestión fundamental de la felicidad, la meta de cada hombre. Escrito en paralelo con las Cuestiones académicas y publicado en 45 a. C., en De finibus desarrolla esta noción presentando en cinco libros las respuestas ofrecidas por las escuelas filosóficas griegas contemporáneas de Cicerón. Cada escuela tiene su definición de felicidad, en otras palabras, del Bien Supremo: placer, o ausencia de dolor (epicureismo), o incluso conformidad con la naturaleza (estoicismo). ¿Pero qué naturaleza, la del cuerpo o la del espíritu? Cicerón a través de diálogos ficticios expondrá la posición de cada doctrina, luego la crítica de esta doctrina para que el lector pueda formarse su propia opinión. El orden de presentación sigue las preferencias de Cicerón, comienza con el epicureismo que rechaza por completo, pasa al estoicismo y concluye con la Cuestiones académicas.
La publicación Tusculanes del año 45 a. C., Cicerón aborda las preguntas existenciales que tradicionalmente tratan las escuelas filosóficas, pero da una forma original y personal a los cinco libros del tratado, presentándolos como conferencias en las que él mismo explica a un joven anónimo el gran temas: muerte, dolor físico, dolor moral, pasiones que afectan el alma, virtud y felicidad.
Después de los Tusculanes y de permanecer cerca de Roma, Cicerón redactó al comienzo del año 44 a. C. dos pequeños tratados, el primero sobre la vejez y el otro sobre la amistad, dirigidos a Ático y evocadores de un pasado mitificado. En el primer tratado, el Cato Maior de Senectute, un muy viejo Catón el Viejo conversa con Escipión Emiliano y su amigo Lelio, entonces joven. Responde a las críticas que se hacen contra este último período de la vida. Cicerón reafirma la utilidad que un anciano prudente y experimentado puede tener como asesor en la gestión de los asuntos públicos. Ya había descrito este papel en De Republica, y parece expresar su esperanza de participar así en la vida pública. Frente a la muerte, inevitable desde la vejez, espera la supervivencia del alma, incluso si fuera una ilusión de la que no querría ser privado mientras viva. Aquí encontramos el argumento sobre la muerte que Cicerón ya expresó en el Hortensio, el Songe de Scipion y en el Tusculanes.
En el segundo tratado, Laelius de Amicitia, el mismo Lelio que acaba de perder a su amigo Escipión habla con sus yernos sobre la práctica de la amistad. La muerte de Escipión Emiliano en marca para Cicerón el final de la edad de oro de la República, anteriormente administrada por un pequeño grupo de hombres unidos por amistad. Cicerón justifica la práctica romana de la amistad con argumentos teóricos y filosóficos y lo convierte en un programa político, una necesidad para que la sociedad recupere esta virtud.
En De gloria del año 44 a. C., es un texto en dos libros de los cuales solo quedan breves citas en Noctes Atticae. Mientras en Roma algunos hablan de deificar al difunto Julio César, se habla de evemerismo, el concepto griego de deificación de grandes hombres por parte de sus compatriotas. Cicerón ya ha abordado el tema de la gloria en De Republica y Tusculanes, y vuelve a la pregunta en su próximo tratado De officiis. Según Pierre Grimal, Cicerón indudablemente quiere hacer que la propaganda funcione al oponerse a una gloria verdadera y justa, traducida por el afecto de los ciudadanos, a una gloria falsa, aplaudida por partidarios mal intencionados que esperan obtener un beneficio personal de ella.

### Filosofía natural: el rechazo del fatalismo

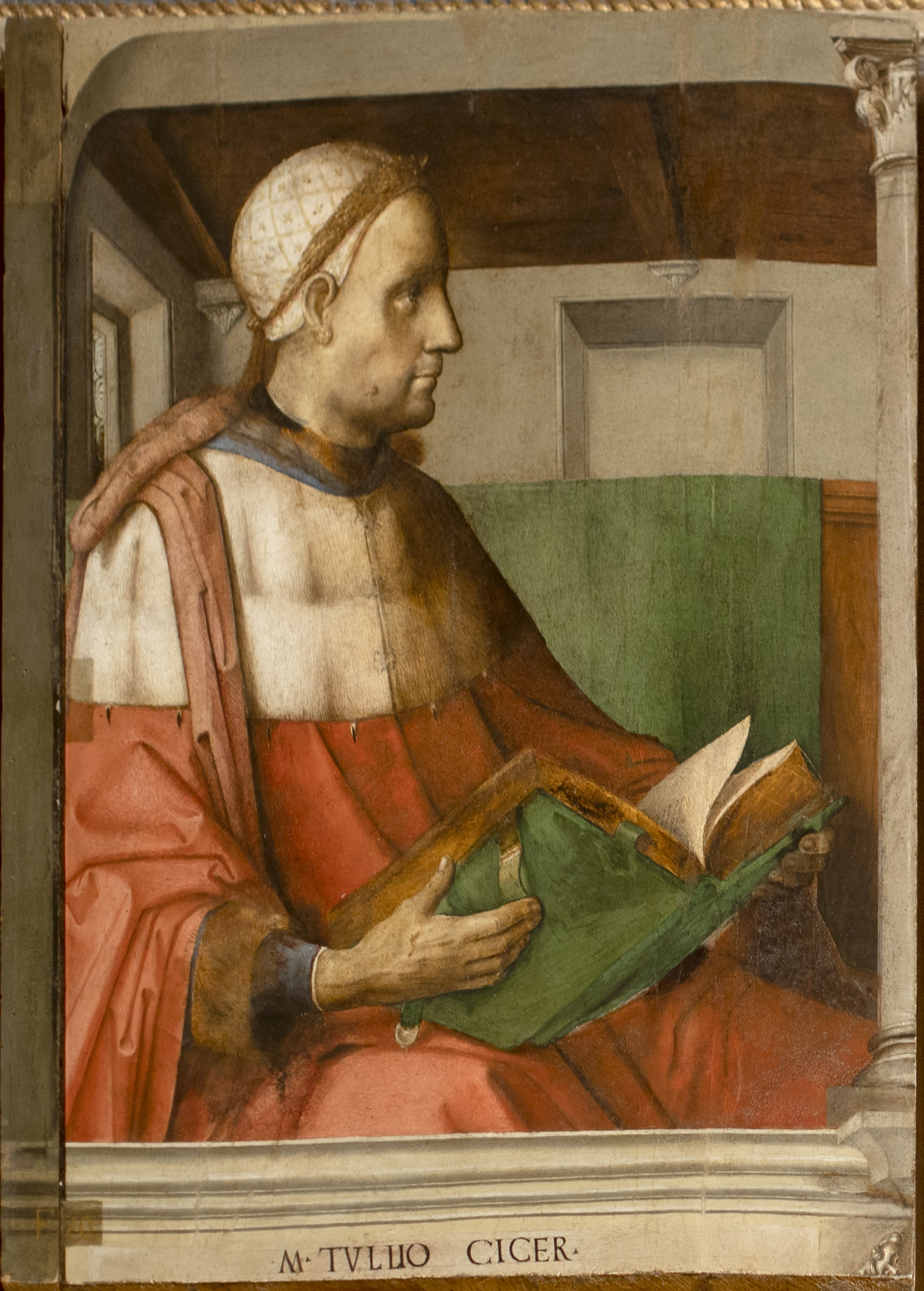
Retrato de Marco Tulio Cicerón por Pedro Berruguete (c. 1472-1476).

La filosofía natural abarca lo físico, es decir, los principios visibles e invisibles que dan forma, cohesión y vida a la materia. Sin embargo, Cicerón apenas está interesado en las teorías explicativas del mundo, el atomismo de los epicúreos o la teoría de los cuatro elementos, pero se centra en lo que trasciende la existencia humana, las manifestaciones o las voluntades divinas, y que pueden influir en nuestra libertad individual. Una serie de tratados publicados en el espacio de un año constituye una reflexión general sobre la metafísica: el De Natura deorum (Sobre la naturaleza de los dioses), De divinatione (Sobre la adivinación) y De fato (Sobre el destino).
Después del De natura deorum, en 45 a. C. tradujo al latín el diálogo Timeo de Platón, de la que quedan fragmentos importantes. Su prefacio se entera de que habló con el neopitagórico Publio Nigidio Fígulo durante su viaje a Cilicia. Discutieron la física de acuerdo con el sentido antiguo, es decir, especulaciones sobre el universo y las causas que lo produjeron, y la traducción de Cicerón se presenta como resultado de esta reunión. El primer pasaje estudia la oposición entre lo eterno y lo móvil, entre lo que está en devenir y lo inmóvil, entre lo mortal y lo inmortal, y conecta lo eterno con lo bello. La traducción luego presenta un resumen de la génesis de todo lo que existe, en particular el nacimiento de los dioses. Esta historia, en la que Platón y Cicerón probablemente solo ven un mito, es su única incursión en la parte de la física antigua dedicada a la historia del mundo y su estructura. En el segundo libro de De natura deorum, Cicerón declaró que el universo es máxima perfección y usó el término "Dios" para referirse al universo. El conocimiento de Dios surge de Ia contemplación de Ia naturaleza, la cual requiere de un diseñador al igual que un reloj. Cicerón también escribió acerca de las supersticiones, el cual las describe como un miedo excesivo a los dioses. El resto del libro está dedicado a un ataque contra doctrinas estoicas, como; el cuidado providencial para el hombre, la identificación del calor con inteligencia o la atribución vida y pensamiento al universo y los cuerpos celestes.
Después del estudio de los dioses, dos problemas derivados son objeto de un estudio en profundidad: la adivinación, vinculada al uso político y cívico de la teología, y el destino, cuyo análisis determinará el grado de libertad de acción humana.
El De divinatione es uno de los únicos tratados antiguos dedicados a la adivinación que nos ha llegado, por lo que es de interés histórico para el conocimiento de las prácticas de adivinación griegas, etruscas y latinas y las actitudes antiguas hacia los fenómenos fuera de la experiencia ordinaria. Cicerón analiza escépticamente las diversas formas de adivinación, como los oráculos y la aruspicina etrusca . Critica las teorías de los estoicos que lo defienden y se niega a admitir que el principio según el cual cualquier evento depende de una causa implica que los eventos futuros pueden ser predeterminados. Sin embargo, es menos crítico con los augures romanos, no porque sea auspicioso, pero porque no se usan para decir el futuro, sino solo para obtener la opinión previa de los dioses durante los actos importantes de los magistrados. En esto tienen una utilidad política y social para la República.
En De fato, Cicerón una vez más rechaza todo determinismo y rechaza la concepción estoica que haría que el acto individual libremente elegido fuera impracticable o totalmente determinado fuera de la voluntad humana. Aunque Cicerón defendió la libertad humana contra el determinismo estoico, atacó en De natura deorum la aleatoriedad implícita en la desviación epicúrea del movimiento de los átomos para explicar el libre albedrío.

### Filosofía del derecho: el iusnaturalismo como fuente de todo derecho y deber
En De re publica (Sobre la república) Cicerón defiende una mejor forma de gobierno combinada con la monarquía, la aristocracia; y en De legibus (Sobre las leyes) expone su teoría iusnaturalista del derecho romano, rechazando explícitamente el escepticismo por ser peligroso si la gente no cree en la santidad de las leyes y la justicia. Y así lo expone en su De re publica (III, 17):

Existe una ley verdadera, la recta razón, conforme a la naturaleza, universal, inmutable, eterna, cuyos mandatos estimulan al deber y cuyas prohibiciones alejan del mal. Sea que ordene, sea que prohíba, sus palabras no son vanas para el bueno, ni poderosas para el malo. Esta ley no puede contradecirse con otra, ni derogarse en alguna de sus partes, ni abolirse toda entera. Ni el Senado ni el pueblo pueden libertarnos de la obediencia a esta ley. No necesita un nuevo intérprete, o un nuevo órgano: no es diferente en Roma que en Atenas, ni mañana distinta de hoy, sino que en todas las naciones y en todos los tiempos esta ley reinará siempre única, eterna, imperecible, y la guía común, el rey de todas las criaturas, Dios mismo da el origen, la sanción y la publicidad a esta ley, que el hombre no puede desconocer sin huir de sí mismo, sin desconocer su naturaleza y sin sufrir por esta sola causa la más cruel expiación, aunque haya evitado en otro tiempo lo que se llama suplicio.

El Tratado de Deberes (De officiis) es el último trabajo con un alcance filosófico de Cicerón, publicado a finales del año 44 a. C., cuando reanudó su actividad política con sus primeros discursos contra Marco Antonio (Filípicas). La obra, voluntariamente concreta, da prescripciones y consejos a su hijo y, en general, a los hombres buenos (los bonos viri de la clase social de Cicerón) para que se comporten adecuadamente en todas las circunstancias dentro de su familia, la sociedad y ciudad.
Este trabajo no es solo un tratado moral práctico, también expresa los deseos de Cicerón de un gobierno romano gobernado por la Justicia, expresado por el respeto a la propiedad privada y la propiedad pública, y por Fides en la observación de contratos y tratados, en la protección de las ciudades y los pueblos aliados de Roma, y finalmente en la estabilización del Imperio con el fin de las guerras de conquista. Los que están al frente del Estado deben comportarse como tutores de la República, asegurando el bien de todos y no la ventaja de una facción, un concepto declarado diez años antes en De Republica. No solo debemos actuar con justicia, sino también luchar contra la injusticia, y abstenerse de hacerlo equivale a cometer una injusticia. Cicerón ahora está resuelto a luchar contra Marco Antonio y, dice, a dar su vida por la libertad, de acuerdo con una fórmula grandilocuente pero premonitoria.

## Obra

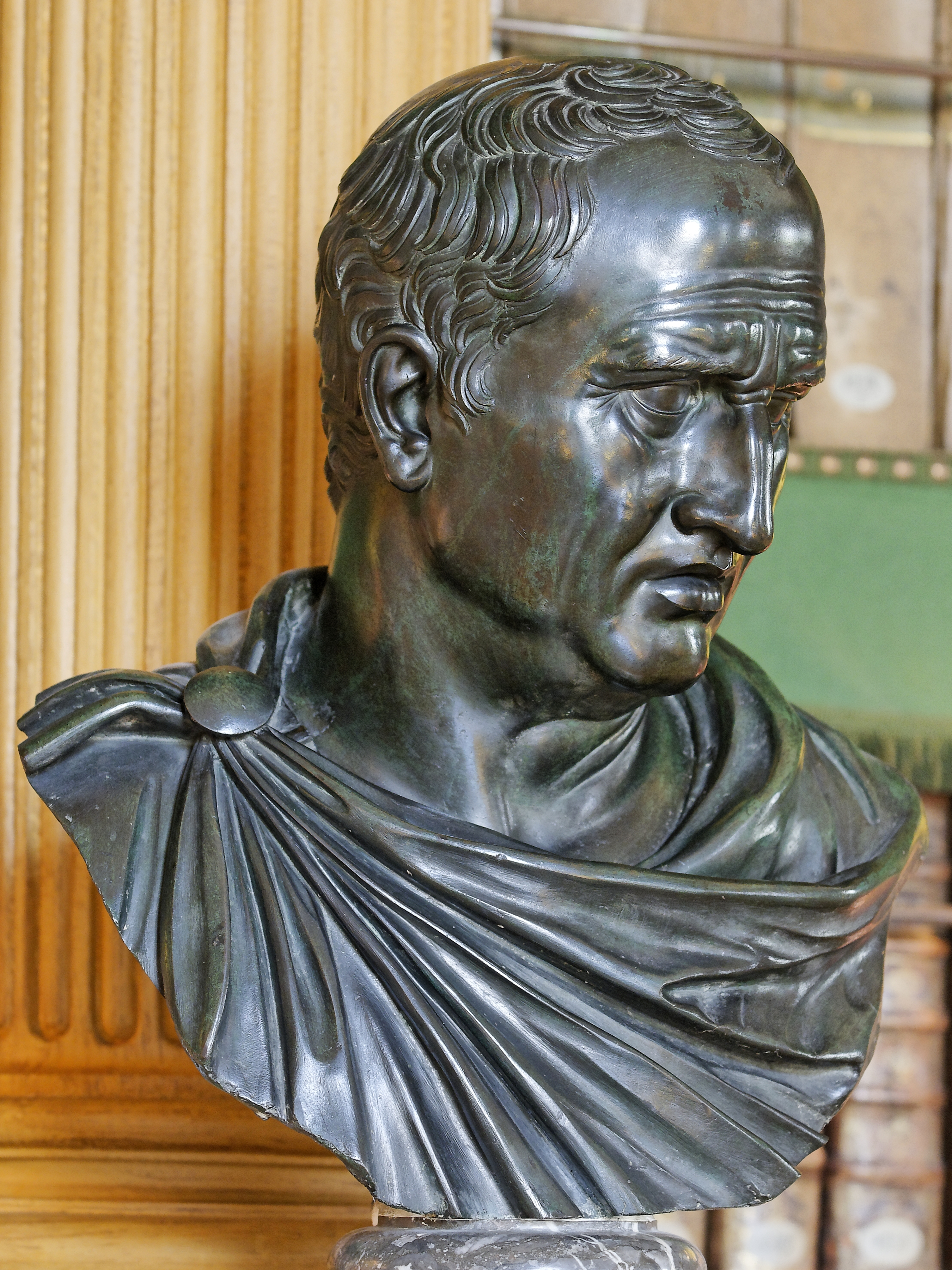
Busto de Cicerón en la Biblioteca Mazarino, París.

Escribió distintos diálogos sobre varios temas:
Laelius, sive De amicitia, "Lelio, o Sobre la amistad" diserta sobre este tema afirmando que la única amistad posible es entre iguales y pondera la importancia de la misma para la felicidad humana, elevando su principio a lo más digno de la naturaleza humana.
En el diálogo, Cato maior, sive De senectute (Catón el Viejo, o Sobre la vejez), manifiesta los beneficios que proporciona una vejez sana y las ventajas que reporta en experiencia y sabiduría.
Conocido es también De officiis (Sobre las obligaciones), obra que consta de tres libros, escritos en género epistolar. Estaban dirigidos a un "tú", que era su hijo Marco. El último libro es el más original y contiene un serio ataque contra los gobiernos dictatoriales; fue escrito cuando se hallaba huido de la persecución de Marco Antonio, poco antes de su muerte.
Como jurista Cicerón fue el mayor y más influyente de los abogados romanos de su época, usando de sus aptitudes en retórica y oratoria para sentar numerosos precedentes que fueron largamente usados. Como escritor, aportó al latín un léxico abstracto del que carecía, transvasó y tradujo numerosos términos del griego y contribuyó al idioma latín, transformándolo definitivamente en una lengua culta, apta para la expresión del pensamiento más profundo. Escribió numerosos Discursos, a veces agrupados por ciclos temáticos (las cuatro Catilinarias, las Verrinas, las catorce Filípicas contra Marco Antonio...) y bastantes tratados sobre Retórica y Oratoria, como el De oratore.
En el siglo iv de nuestra era, la lectura del Hortensius de Cicerón (obra actualmente perdida) despertó en la mente de San Agustín el espíritu de especulación. Durante el Renacimiento Cicerón fue uno de los modelos de la prosa y se leyeron ávidamente sus cuatro colecciones de cartas, conservadas y editadas por su secretario personal Tirón (al que se atribuye el perfeccionamiento de la taquigrafía), entre las cuales destacan las Epistulae ad familiares (Cartas a los familiares), donde se perciben sus veleidades políticas, sus gustos filosóficos y literarios, y la vida cotidiana de su casa y de la Roma de su tiempo, además de sus íntimas contradicciones.
Casi toda su obra manifiesta una gran preocupación sobre cuál debe ser la formación del orador, que estima que ha de ser integral y emprenderse desde la cuna, en lo que tuvo por mayor seguidor en fechas muy posteriores a Marco Fabio Quintiliano.
Como moralista, defendió la existencia de una comunidad humana universal más allá de las diferencias étnicas y la supremacía del derecho natural en su obra maestra, el De officiis o "Sobre las obligaciones" y se manifestó contra la crueldad y la tortura.
Como filósofo no le satisfizo ninguna escuela griega y prefirió adoptar el pensamiento del eclecticismo, tomando lo mejor de unos y de otros. Contrario al escepticismo radical, sostenía la necesidad de conceptos innatos e inmutables necesarios para la cohesión social y los vínculos relacionales de los individuos. Sus ideas sobre religión, expresadas en De natura deorum, (Sobre la naturaleza de los dioses), revelan sus creencias y su apoyo al libre albedrío. Casi todos sus trabajos filosóficos deben mucho a fuentes griegas, que trata con familiaridad y enriquece con su propio juicio; fue, pues, un gran divulgador y preservador de la filosofía helénica.
En política fue un republicano convencido, absolutamente enemigo de la tiranía, y se le deben obras dialogadas como el De re publica y De legibus ("Sobre la república" y "Sobre las leyes"). Compuso además un tratado De gloria que no se ha conservado y cuyo rastro se pierde en las manos del humanista Francesco Petrarca, que alcanzó a leerlo en la Edad Media.

### Obras de Cicerón

Opera omnia, 1566.

#### Discursos legales
- (81 a. C.) Pro Quinctio (En defensa de Publio Quinctio)
- (80 a. C.) Pro Roscio Amerino (En defensa de Sexto Roscio Amerino)
- (77 a. C.) Pro Q. Roscio Comoedo (En defensa del actor cómico Quinto Roscio Galo)
- (71 a. C.) Pro Tullio (En defensa de Tulio)
- (70 a. C.) Divinatio in Caecilium (Contra Quinto Cecilio)
- (70 a. C.) In Verrem (Contra Gayo Verres, también conocidas como Verrinas)
- (69 a. C.) Pro Fonteio (En defensa de Marco Fonteio)
- (69 a. C.) Pro Caecina (En defensa de Aulo Cecina Severo)
- (66 a. C.) Pro Cluentio (En defensa de Aulo Cluentio)
- (63 a. C.) Pro Rabirio Perduellionis Reo (En defensa de Gayo Rabirio)
- (63 a. C.) Pro Murena (En defensa de Lucio Licinio Murena)
- (62 a. C.) Pro Sulla (En defensa de Publio Cornelio Sulla)
- (62 a. C.) Pro Archia Poeta (En defensa de Aulo Licinio Archia)
- (59 a. C.) Pro Antonio (En defensa de Gayo Antonio) [perdido]
- (59 a. C.) Pro Flacco (En defensa de Lucio Valerio Flaco)
- (56 a. C.) Pro Sestio (En defensa de Publio Sestio)
- (56 a. C.) In Vatinium testem (Contra el testigo Publio Vatinio en el juicio contra Sestio)
- (56 a. C.) Pro Caelio (En defensa de Marco Caelio Rufo)
- (56 a. C.) Pro Balbo (En defensa de Lucio Cornelio Balbo)
- (54 a. C.) Pro Plancio (En defensa de Gneo Plancio)
- (54 a. C.) Pro Rabirio Postumo (En defensa de Gayo Rabirio Póstumo)
- (54 a. C.) Pro Scauro (En defensa de Marco Emilio Scauro)

#### Discursos políticos

##### Comienzos de su carrera política (antes del exilio)

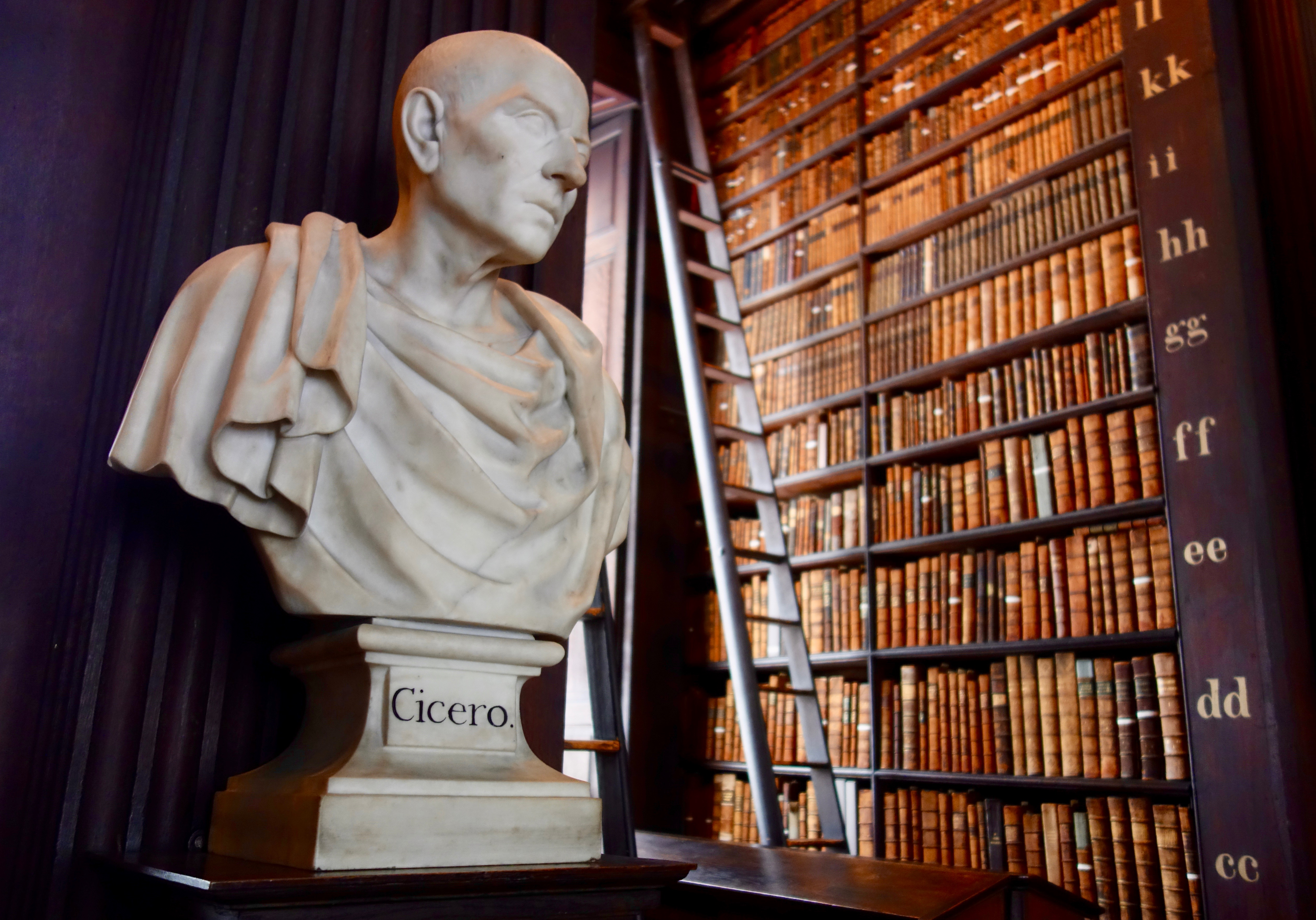
Busto de Cicerón en la biblioteca de Trinity College en Dublín, Irlanda.

- (66 a. C.) Pro Lege Manilia o De Imperio Cn. Pompei
- (64 a. C.) In Toga Candida
- (63 a. C.) De Lege Agraria contra Rullum
- (63 a. C.) In Catilinam I-IV
- (59 a. C.) Pro Flacco

##### Centro de su carrera (entre el exilio y la Guerra Civil)
- (57 a. C.) Post Reditum in Quirites
- (57 a. C.) Post Reditum in Senatu
- (57 a. C.) De Domo Sua
- (56 a. C.) De Haruspicum Responsis (Sobre la respuesta de los arúspices). Cicerón usa el prodigio de 57 a. C. en contra de Claudio.
- (56 a. C.) De Provinciis Consularibus
- (55 a. C.) In Pisonem
- (52 a. C.) Pro Milone

##### Carrera tardía
- (46 a. C.) Pro Marcello
- (46 a. C.) Pro Ligario
- (46 a. C.) Pro Rege Deiotaro
- (44 a. C.) Philippicae

#### Escritos de política y retórica
- (84 a. C.) De Inventione
- (55 a. C.) De Oratore ad Quintum fratrem libri tres
- (54 a. C.) De Partitionibus Oratoriae
- (51 a. C.) De Re Publica
- (46 a. C.) De Optimo Genere Oratorum
- (46 a. C.) Brutus sive de claris oratoribus
- (46 a. C.) Orator ad Brutum
- (44 a. C.) Topica
- (?? a. C.) De Legibus
- (?? a. C.) De Consulatu Suo
- (?? a. C.) De temporibus suis

#### Obra filosófica

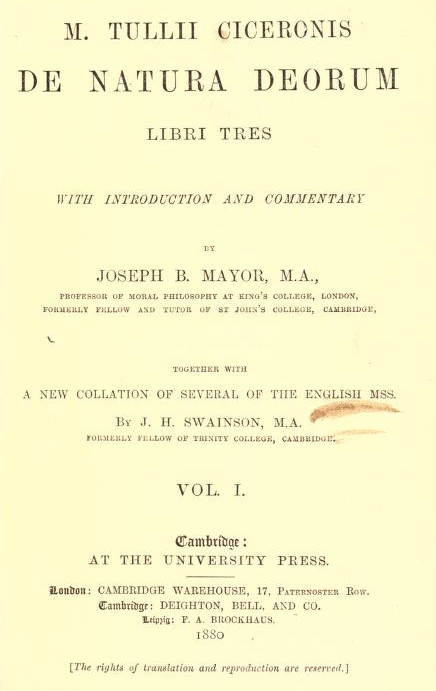
De natura deorum (1880).

- (89 a. C.?) Traducción de los Φαινόμενα de Arato (Aratea)
- (46 a. C.) Paradoxa Stoicorum (Paradojas estoicas)
- (45 a. C.) Hortensius
- (45 a. C.) Academica Priora. En dos libros, de los que solo se conserva el segundo, Lucullus. El primero, Catullus, se ha perdido.
- (45 a. C.) Academica Posteriora. En cuatro libros, de los que solo se conserva el primero, Varro.
- (45 a. C.) Consolatio
- (45 a. C.) De Finibus Bonorum et Malorum (Sobre el sumo bien y el sumo mal): contraposición de las teorías epicúreas, estoicas, platónicas y peripatéticas.
- (45 a. C.) Tusculanae Quaestiones
- (45 a. C.) Traducción del Timeo de Platón (secciones 27d - 47b)
- (? a. C.) Traducción del Protágoras de Platón (solo se conservan citas en Prisciano, Jerónimo, y Donato)
- (45 a. C.) De Natura Deorum (Sobre la naturaleza de los dioses)
- (45 a. C.) De divinatione (Sobre la adivinación). Se trata de una rica fuente histórica para conocer la concepción de la cientificidad en la antigüedad romana clásica.[101]
- (45 a. C.) De Fato (Sobre el destino)
- (44 a. C.) Cato Maior de Senectute (Catón el viejo, sobre la vejez)
- (44 a. C.) Laelius de Amicitia (Laelius sobre la amistad)
- (44 a. C.) De Officiis (Sobre los deberes). Quizá la obra maestra de Cicerón; el último de sus tres libros es el más personal, escrito en parte bajo su aversión contra la tiranía de Marco Antonio.

### Falsa cita
Existe la creencia de que Cicerón escribió en el 55 a. C. la siguiente frase:

El presupuesto debe equilibrarse, el tesoro debe ser reaprovisionado, la deuda pública debe ser disminuida, la arrogancia de los funcionarios públicos debe ser moderada y controlada, y la ayuda de otros países debe eliminarse, para que Roma no vaya a la bancarrota. La gente debe aprender nuevamente a trabajar en lugar de vivir a costa del Estado.

Aunque coincidente con el pensamiento de Cicerón, la cita es apócrifa ya que pertenece a la novela de Taylor Caldwell publicada en 1965, La Columna de Hierro, que utiliza abundantemente los discursos y cartas de Cicerón, de allí la confusión.

### Obra propia
Editorial Gredos ha editado gran parte de su obra:
- Catilinarias. {ISBN 84-249-3395-8/ISBN 84-249-3419-9}; véase también Catilinarias y Filípicas. Editorial Planeta, S.A. {ISBN 84-08-01178-2}
- De amicitia. {ISBN 84-249-3396-6/ISBN 84-249-3475-X}
- De senectute. {ISBN 84-249-3397-4}
- Defensa del Ligario. Defensa del poeta Arquías. {ISBN 84-249-3398-2/ISBN 84-249-1401-5}
- Sobre la república. {ISBN 84-249-0964-X}; véase también Sobre la República; Sobre las leyes. Editorial Tecnos. {ISBN 84-309-1291-6}; La República. Editorial Alianza. {ISBN 978-84-206-8363-8}
- Del supremo bien y del supremo mal. {ISBN 84-249-1092-3}.
- Discursos I. Verrinas: Discurso contra Q. Cecilio. Primera sesión. Segunda sesión (discursos I y II). {ISBN 84-249-1419-8}
- Discursos II. Verrinas: segunda sesión (discursos III-V). {ISBN 84-249-1420-1}
- Discursos III. {ISBN 84-249-1445-7}
- Discursos IV. {ISBN 84-249-1649-2}
- Discursos V. {ISBN 84-249-1784-7}
- Discursos VI. Filípicas. {ISBN 84-249-2792-3}; véase también Catilinarias y Filípicas. Editorial Planeta, S.A. {ISBN 84-08-01178-2}
- Discursos VII. {ISBN 978-84-249-1937-5}
- Discursos VIII. {ISBN 978-84-249-3670-9}
- Cartas I. Cartas a Ático (1-161D). {ISBN 84-249-1811-8}
- Cartas II. Cartas a Ático (162-426). {ISBN 84-249-1812-6}
- Cartas III. Cartas a los familiares, I (1-173). {ISBN 978-84-249-0010-6}
- Cartas IV. Cartas a los familiares, II (174-435). {ISBN 978-84-249-3583-2}
- Cartas V. Cartas a su hermano Quinto. Cartas a Marco Bruto. Prontuario de campaña electoral. Epístola a Octaviano. {ISBN 978-84-249-9781-6}
- Retórica a Herenio. {ISBN 978-84-249-3267-1}
- Las leyes. {ISBN 978-84-249-3611-2}
- La invención retórica. {ISBN 84-249-1878-9}
- Sobre la naturaleza de los dioses. {ISBN 84-249-1997-1}; véase también ed. Alpha, S.A. {ISBN 84-7225-410-0}
- Sobre la adivinación. Sobre el destino. Timeo. {ISBN 84-249-2249-2}
- Sobre el orador. {ISBN 84-249-2334-0}
- Disputaciones tusculanas. {ISBN 84-249-2751-6}
- Los deberes. {ISBN 9788424928940}
- Salustio/ Pseudo Salustio/ Pseudo Cicerón. Conjuración de catilina. Guerra de Jugurta. Fragmentos de las «Historias»/ Cartas a César. Invectiva contra Cicerón/ Invectiva contra Salustio. {ISBN 84-249-1879-7}

### Sobre Cicerón
- Borie, Bertrand; Leumachois, Bertrand; Levert, George (2009). «Cicéron, philosophe et homme d'État». Histoire antique et médiévale (en francés) (21). ISSN 1632-0859.
- Broughton, T. R. S. (1955). The Magistrates of the Roman Republic, vol. II (en inglés). American Philological Association.
- Everitt, Anthony (2001). Cicero: the life and times of Rome's greatest politician. Random House. ISBN 0-375-50746-9.
- Guillén Caballero, José (1981). Héroe de la libertad (vida política de M. Tulio Cicerón). Salamanca: Universidad Pontificia de Salamanca, 2 vols.
- Harris, Robert (2006). Imperium. Arrow Books Ltd (UK). ISBN 9780091800956. Hay traducción al castellano: Harris, Robert (2007). Imperium. Grijalbo. ISBN 978-950-28-0445-3.
- Haskell, H. J. (1946). This was Cicero. Greenwich, Conn. USA: Fawcett publications, Inc.
- Pina Polo, Francisco (2005). Marco Tulio Cicerón. Barcelona: Ariel. ISBN 978-84-344-6771-2.
- Plutarco. Vidas paralelas: Demóstenes & Cicerón.
- Rawson, Elizabeth (1975). Cicero, A portrait. London: Allen Lane. ISBN 0-7139-0864-5.
- Schmitz, L. (1867). «Fabricius».  En William Smith, ed. Dictionary of Greek and Roman Biography and Mythology, vol. II (en inglés). Little Brown and Company.
- Smith, William (1867).  William Smith, ed. Dictionary of Greek and Roman Biography and Mythology, vol. II (en inglés). Little Brown and Company.
- Taylor, Caldwell (1965). A pillar of iron. Maeva. ISBN 84-96231-08-9.
- Taylor, H. (1918). Cicero: A sketch of his life and works. Chicago: A. C. McClurg & Co.
- Le Glay, Marcel (1990). Rome, grandeur et déclin de la République. Perrin. ISBN 2-262-00751-9. OCLC 21263949.
- Muller, Philippe (1990). Cicéron: un philosophe pour notre temps (en francés). L'AGE D'HOMME. ISBN 978-2-8251-0033-2.
- Grimal, Pierre (1986). Cicéron. Fayard. ISBN 2-213-01786-7. OCLC 299415449.
- Grimal, Pierre (1984). «Sénèque juge de Cicéron». Mélanges de l'école française de Rome 96 (2): 655-670. doi:10.3406/mefr.1984.1427.
- Cicéron. Caton l'ancien (De la vieillesse) (Nouvelle édition edición). ISBN 978-2-251-01035-9. OCLC 6306545.